# Ayşe Sultan (Haseki de Mourad IV)
Ne doit pas être confondu avec Ayşe Sultan (Haseki d'Osman II).
Ayşe Sultan est la favorite (haseki) du sultan ottoman Mourad IV. N'ayant pas eu de fils, elle n'a pas retenu l'attention publique en tant que Sultane validé et il n'existe donc que peu de renseignements à son sujet.

## Biographie
Le vrai nom et l'origine d'Ayşe sont inconnus.Elle fait son apparition dans le harem du sultan vers 1626 et devient rapidement sa favorite du sultan[réf. nécessaire].
Les comptes du palais impérial indiquent Ayşe comme la seule haseki du sultan Mourad jusqu'à la toute fin de son règne de dix-sept ans, lorsqu'une deuxième haseki fait son apparition. Il est ainsi possible qu'Ayşe ait été la seule concubine de Murad jusqu'à l'avènement de la seconde, ou qu'il ait eu plusieurs concubines dont une seule portait le titre de haseki.
L'allocation d'Ayşe était de 2 000 aspres par jour lors de l'apparition de la deuxième haseki de Mourad, qui recevait quant à elle 2 571 aspres par jour. Sept mois plus tard, cependant, l'allocation de cette dernière avait été réduite à 2 000 aspers.
Après la mort de Mourad IV, Ayşe, comme ses autres concubines, est expulsée du palais de Topkapı. La dernière mention de la réception de son allocation remonte à 1679 ou 1680. Il est donc probable qu'elle soit décédée à cette époque.

## Dans la culture populaire
Dans la série télévisée Muhteşem Yüzyıl: Kösem, Ayşe est incarnée par l'actrice turque Leyla Feray. 
Dans la série, elle est la mère de Şehzade Ahmed, Hanzade Sultan et Kaya Sultan. 
La façon dont elle meurt dans la série, diffère cependant de la réalité. En effet, dans la série elle se suicide avec ses enfants, sauf Kaya, quelques années avant la mort de Mourad.